# NGC 4236
Az NGC 4236 (más néven Caldwell 3) egy küllős spirálgalaxis a Draco (Sárkány) csillagképben.

## Felfedezése
Az NGC 4236 galaxist William Herschel fedezte fel 1793. április 6-án.

## Tudományos adatok
Az NGC 4236 vöröseltolódása nulla, ezért elvileg se nem közeledik hozzánk, se nem távolodik tőlünk.